# Leptothorax wollastoni
Leptothorax wollastoni är en myrart som beskrevs av Horace Donisthorpe 1940. Leptothorax wollastoni ingår i släktet smalmyror, och familjen myror. Inga underarter finns listade i Catalogue of Life.